# Rudolf Schindler (Terrorist)
Rudolf Günter Schindler (* 22. November 1942 in Deutsch Hammer, Gemeinde Schawoine, Landkreis Trebnitz in Schlesien) ist ein ehemaliger Terrorist der Revolutionären Zellen (RZ). Er war an mehreren terroristischen Aktionen beteiligt. Nach der belastenden Aussage von Hans-Joachim Klein zu einer angeblichen Beteiligung Schindlers an der OPEC-Geiselnahme stand er 2000 mit Klein vor dem Frankfurter Landgericht. Der Prozess endete für ihn mit einem Freispruch. Anschließend stand er in Berlin vor Gericht und erhielt eine Haftstrafe von drei Jahren und neun Monaten wegen Rädelsführerschaft in einer terroristischen Vereinigung.

## Leben
Schindler wuchs zusammen mit zwei Schwestern im Kreis Gütersloh auf, nachdem die Familie 1946 aus Schlesien weggezogen war. Nach der Volksschule besuchte er eine Handelsschule und absolvierte anschließend ab 1958 eine Lehre zum Werkzeugmacher. Bis zu seinem Umzug nach Frankfurt am Main 1967 arbeitete er bei verschiedenen Firmen im erlernten Beruf.
Ab 1960 engagierte er sich in  politischen Organisationen, wie der Sozialistischen Jugend Deutschlands – Die Falken und von 1962 bis 1967 auch in der SPD.
In Frankfurt arbeitete Schindler als Geschäftsführer beim „Ostermarsch, Kampagne für Demokratie und Abrüstung“ und war auch für den Sozialistischen Bund tätig. 
Schindler gehörte Mitte der 1970er Jahre zu der Frankfurter Zelle der RZ; zu dieser Gruppe zählten unter anderen seine spätere Ehefrau Sabine Eckle, Magdalena Kopp und Johannes Weinrich. Schindler hielt sich zusammen mit anderen RZ-Mitgliedern 1976 für vier Wochen in einem Ausbildungslager der palästinensischen Terrorgruppierung PFLP-SC im Südjemen auf.
Im Sommer 1978 wurden mehrere Mitglieder der Frankfurter Zelle der RZ von der Polizei observiert. Schindler bemerkte dieses und setzte sich daraufhin zusammen mit Sabine Eckle am 31. August 1978 ins Ausland ab. In Schindlers Wohnung entdeckte die Polizei nach dessen Flucht Sprengstoff und Waffen.
Schindler schloss sich nach eigener Aussage 1986 einer Berliner Zelle der RZ an, um mit terroristischen Aktionen gegen die Flüchtlings- und Asylpolitik zu kämpfen. Zu dieser Zelle gehörten neben anderen noch Sabine Eckle und Tarek Mousli.
Schindler war an dem am 28. Oktober 1986 in Berlin verübten Anschlag auf Harald Hollenberg, dem damaligen Leiter der Berliner Ausländerbehörde, beteiligt. Dieser erlitt Schusswunden in beiden Unterschenkeln.
Bei dem am 6. Februar 1987 verübten Sprengstoffanschlag auf die Zentrale Sozialhilfestelle für Asylbewerber (ZSA) in Berlin wirkte er mit.
Er schoss am 1. September 1987 auf den Vorsitzenden Richter des Senats für Asylangelegenheiten am Bundesverwaltungsgericht Günter Korbmacher. Diesen trafen zwei Schüsse in das linke Bein.
Nach eigenen Angaben beteiligte er sich seit dem Ende der 1980er Jahre nicht mehr an den Anschlägen der RZ. 1991 kehrte er aus dem Untergrund zurück, indem er  beim Einwohnermeldeamt in Gütersloh einen Wohnsitz anmeldete.
Wegen des Verdachts der Beteiligung an dem Überfall auf die OPEC-Konferenz 1975 in Wien wurde Schindler im Oktober 1999 in Heusenstamm verhaftet, wo er sich an seinem Arbeitsplatz als Werkzeugmacher aufhielt.
Seine langjährige Lebensgefährtin Sabine Eckle heiratete er im April 2000, während sich beide in Untersuchungshaft befanden.

## Prozesse
Rudolf Schindler war einer der Angeklagten im sogenannten OPEC-Prozess. In dem bis zur Urteilsverkündung am 15. Februar 2001 an 25 Verhandlungstagen geführten Prozess, in dem auch der damalige Außenminister Joschka Fischer und der Abgeordnete im Europaparlament Daniel Cohn-Bendit als Zeugen aussagten, warf der Mitangeklagte Hans-Joachim Klein Schindler eine Tatbeteiligung an der OPEC-Geiselnahme vor: Schindler habe ihn für das Attentat rekrutiert und im Dezember 1975 in Wien logistische Hilfe geleistet. Teile der Aussagen Kleins wurden im Prozess widerlegt, so dass das Gericht die Glaubwürdigkeit der Anschuldigungen in Frage stellte. Unter anderem ordnete Klein Schindler zwei Decknamen zu, derer sich ein anderes ehemaliges Mitglied der RZ bekannte. Der Prozess endete für Schindler mit einem Freispruch, da seine Tatbeteiligung nicht nachgewiesen werden konnte. Die Staatsanwaltschaft hatte eine Freiheitsstrafe von 14 Jahren und 5 Monaten gefordert.
Nach dem Prozess in Frankfurt klagte die Bundesanwaltschaft Schindler vor dem Kammergericht Berlin wegen Rädelsführerschaft in der terroristischen Vereinigung RZ und wegen des Sprengstoffanschlags auf die ZSA an. Die Attentate auf Harald Hollenberg und Günter Korbmacher waren zum Anklagezeitpunkt verjährt, da sie als Körperverletzungen gewertet wurden. Das Kammergericht führte zunächst ab März 2001 einen Prozess gegen vier Mitglieder der RZ, darunter Schindlers Ehefrau Sabine Eckle, ab Mai 2001 wurde Schindler in dieses Strafverfahren mit einbezogen. Der Prozess endete am 18. März 2004 mit der Verurteilung Schindlers und seiner Frau zu je drei Jahren und neun Monaten Haft wegen Rädelsführerschaft in einer terroristischen Vereinigung. Auch die Mitangeklagten wurden verurteilt. Die Verurteilung basierte zu großen Teilen auf den Aussagen des Kronzeugen Tarek Mousli, der in einem separaten Prozess eine Bewährungsstrafe erhielt.